# Solisorex pearsoni
Il toporagno dai lunghi artigli di Pearson (Solisorex pearsoni Thomas, 1924) è un toporagno della famiglia dei Soricidi, unica specie del genere Solisorex (Thomas, 1924), endemico dello Sri Lanka.

## Descrizione

### Dimensioni
Toporagno di piccole dimensioni, con la lunghezza della testa e del corpo tra 120 e 135 mm, la lunghezza della coda tra 59 e 70 mm, la lunghezza del piede tra 24 e 25 mm e la lunghezza delle orecchie tra 15 e 16 mm.

### Caratteristiche craniche e dentarie
Il cranio è grande e tozzo, con la porzione tra le orbite larga e liscia, la scatola cranica rotonda e le creste poco sviluppate. I denti sono grandi e robusti, gli incisivi sono ben sviluppati. Sono presenti tre denti superiori unicuspidati, dei quali il primo ha una piccola cuspide supplementare, caratteristica unica tra tutti i soricidi. Le punte dei denti sono prive di pigmento.
Sono caratterizzati dalla seguente formula dentaria:

### Aspetto
La pelliccia è densa, soffice e fine. Le parti dorsali sono bruno-grigiastre scure con le punte dei peli più chiari, mentre le parti ventrali sono leggermente più chiare. Il muso è lungo ed appuntito, gli occhi sono piccoli. Le orecchie sono corte e ricoperte completamente di peli. Le zampe sono marroni, quelle anteriori sono relativamente più grandi e le loro dita sono fornite di artigli eccezionalmente lunghi. La coda è corta meno della metà della testa e del corpo, sottile ed è ricoperta da piccoli peli.

## Biologia

### Alimentazione
Si nutre di insetti ed altri piccoli invertebrati.

## Distribuzione e habitat
Questa specie è limitata agli altopiani centrali dello Sri Lanka.
Vive nei prati umidi all'interno delle foreste tropicali primarie sempreverdi tra 950 e 2.310 metri di altitudine.

## Conservazione
La IUCN Red List, considerato l'areale limitato, seriamente frammentato e il declino nell'estensione e nella qualità del proprio habitat, classifica S.pearsoni come specie in pericolo (EN).